# 피오트르쿠프트리부날스키

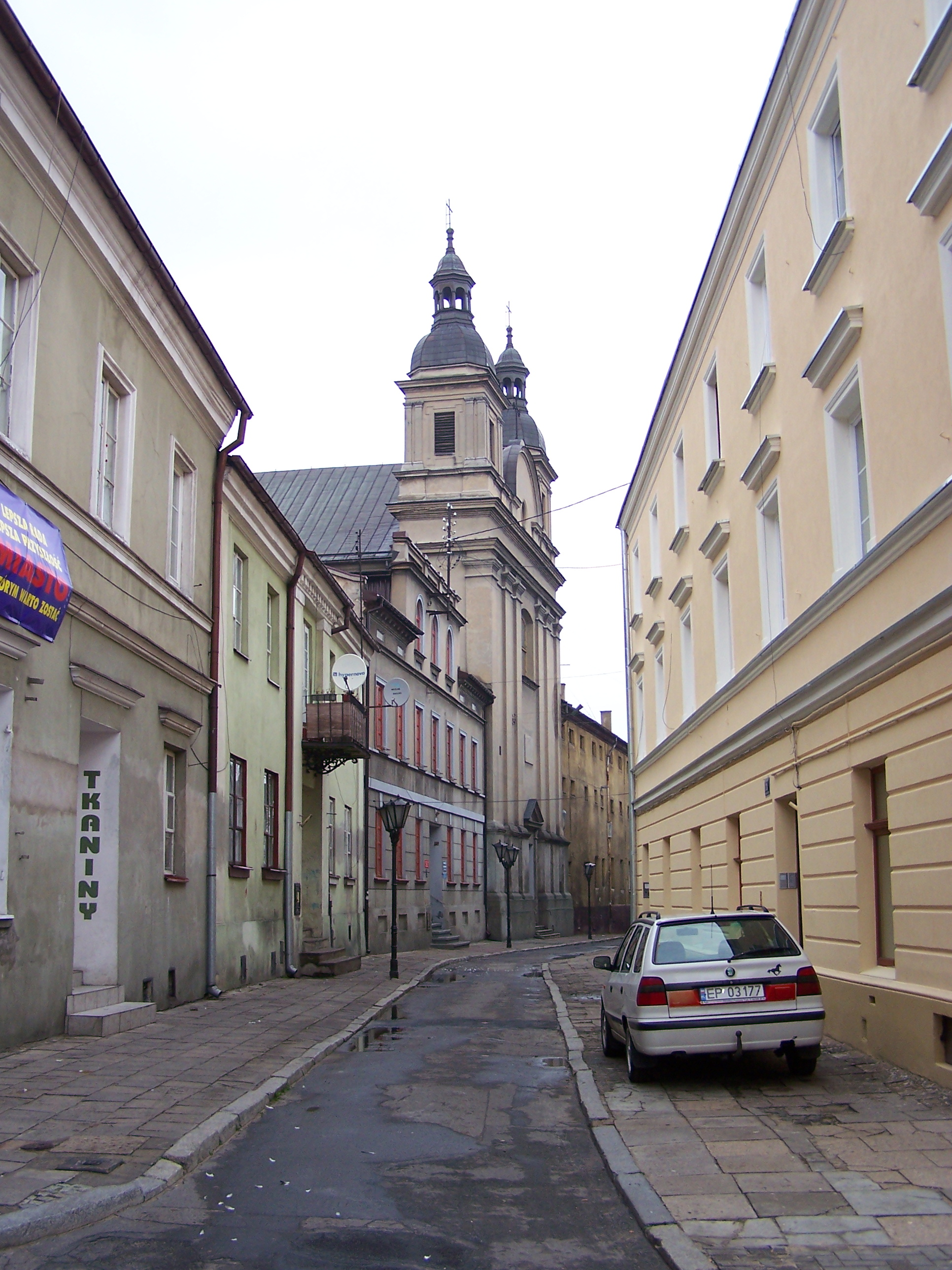
피오트르쿠프트리부날스키

피오트르쿠프트리부날스키(폴란드어: Piotrków Trybunalski)는 폴란드 중부 우치주에 위치한 도시로, 면적은 67.27km2, 인구는 77,810명(2009년 기준), 인구 밀도는 1,200명/km2이다.

시기
시 문장

## 자매 도시
- 이탈리아 우디네
- 네덜란드 스히담
- 독일 에슬링겐암네카어
- 벨라루스 말라제치나
- 우크라이나 리우네
- 슬로베니아 벨레네
- 헝가리 모숀머저로바르
- 리투아니아 마리얌폴레
- 프랑스 비엔
- 영국 니스포트탤벗
- 이스라엘 네스치오나